# マシュー・ヘイマン
マシュー・ヘイマン（Mathew Hayman、1978年4月20日 - ）は、オーストラリア、キャンパーダウン出身の自転車競技（ロードレース）選手。

## 来歴
1997年、ラボバンク(現在のユンボ・ヴィスマ)の下部組織チーム、ラボバンク・コンチネンタルに加入
2000年、ラボバンク プロサイクリングに昇格
- パリ〜ルーベ 65位

2001年
- チャレンジ・シクリスタ・マヨルカ総合優勝 (現在は非公式記録扱い)
- パリ〜ルーベ 49位
- 世界選手権ロードレース 出場
- ミラノ〜トリノ 7位

2002年
- ロンド・ファン・フラーンデレン 70位
- パリ〜ルーベ 50位
- ジロ・デ・イタリア 総合91位
- 世界選手権ロードレース 100位

2003年
- ミラノ〜サンレモ 155位完走
- ドワルス・ドール・フラーンデレン 8位

2006年
- コモンウェルスゲームズロードレース 優勝

2010年、チームスカイに移籍。
- パリ〜ルーベ 24位
- ジロ・デ・イタリア 総合105位
- ヴァッテンフォール・サイクラシックス 18位

2011年
- オムロープ・ヘット・フォルク 3位
- ドワルス・ドール・フラーンデレン 4位
- ロンド・ファン・フラーンデレン 21位
- パリ〜ルーベ 10位
- ツール・ド・ルクセンブルク 総合18位
- ツール・ド・ワロニー＝ピカルド 総合6位
- パリ〜ブールジュ 優勝
- パリ〜ツール 12位

2012年
- パリ〜ルーベ 8位

2013年
- ドワルス・ドール・フラーンデレン 3位

2016年
- パリ〜ルーベ 優勝
- 世界選手権ロードレース 21位

2017年
- パリ〜ルーベ 11位

2018年
- パリ〜ルーベ 22位

2019年のツアー・ダウンアンダーを以って現役引退を表明している。